# 立原勇武
立原 勇武（たてはら いさむ、1993年8月4日 - ）は、日本の元俳優。元劇団ひまわり、J-beans所属。神奈川県出身。血液型A型。
横浜隼人中学校・高等学校卒業。
2012年、立教大学理学部化学科に入学。2016年、立教大学を卒業。
2016年4月、株式会社東急エージェンシーに入社。
2020年5月、楽天グループ株式会社に入社。
2022年12月、第17回湘南国際マラソンに出場、5時間57分33秒で完走した。

## 出演

### テレビドラマ
- 青い鳥（1997年、TBS）
- 冷たい月 第7-10話（1998年、日本テレビ） - 森下勇 役
- 愛、ときどき嘘 第7-11話（1998年、日本テレビ） - 杉山健太 役
- スーパー戦隊シリーズ（テレビ朝日）
  - 星獣戦隊ギンガマン 第38話（1998年） - 森山サトル 役
  - 未来戦隊タイムレンジャー 第35話（2000年） - 高橋泰治 役
  - 爆竜戦隊アバレンジャー 第37話（2003年） - 宮古裕次郎 役
- 青の時代 第3話（1998年、TBS） - 政弘 役
- ケイゾク 第3話（1999年、TBS） - 竹下雅和 役
- 大河ドラマ（NHK）
  - 元禄繚乱（1999年） - 徳松 役
  - 利家とまつ〜加賀百万石物語〜（2002年） - 松千代丸 役
- 南部大吉交番日記（1999年、NHK-BS）
- シンデレラは眠らない 第4話（2000年、日本テレビ） - 岡田徹（幼少） 役
- 二千年の恋 第9話（2000年、フジテレビ） - 冨永航 役
- Summer Snow（2000年、TBS）
- 菜の花の沖（2000年、NHK-BShi） - 弥吉 役
- 火曜サスペンス劇場 切り裂かれた夫婦（2000年、日本テレビ） - 吉井和彦 役
- ハッピー 愛と感動の物語2 第7話（2000年、テレビ東京） - 船木和志 役
- 朝の連続テレビ小説 ちゅらさん 第115-116話（2001年、NHK） - 病院の子供 役
- スタアの恋 第4話（2001年、フジテレビ）
- 温泉へ行こう 第3シリーズ（2002年、TBS） - 矢郷勇太 役
- おとうさん（2002年、TBS） - 増田悟史 役
- こちら本池上署4 第8話（2004年、TBS） - 高倉翼 役

### CM
- 花王 健康エコナ
- 花王 液体アタック（2005年）
- JR東海 箱根周遊編
- 日本マクドナルド
- ベネッセ 進研ゼミ小学講座